# U Eremita
Přírodní rezervace U Eremita je chráněné území o rozloze 7,80 ha, které bylo vyhlášeno v roce 1984. Nachází se v Křivoklátské vrchovině na pravém břehu řeky Berounky před ústním Klučné, na území obce Branov, a je spravována Správou CHKO Křivoklátsko.
Lokalita je významná svým přírodě blízkým lesem s velkou pestrostí druhů a to jak rostlin, tak živočichů. Suťové stráně, na nichž se celá lokalita nachází, nabízejí příhodné podmínky například pro velmi početnou populaci tisu červeného (Taxus baccata). Přírodní rezervace byla postižena v minulosti těžbou dřeva a pastvou dobytka. V 19. století byla lokalita částečně uměle zalesněna smrkem a borovicí. Kvůli nepřístupnému terénu však nebylo lesní hospodářství nikdy příliš intenzivní.
V roce 1999 byla obnovena stezka spojující obce Branov a Roztoky, procházející rezervací, a posléze na ní byla vytvořena naučná stezka prezentující druhy zdejší pestré rostlinné skladby lesa i geologická specifika (ložisko pěnovce).

## Lokalita

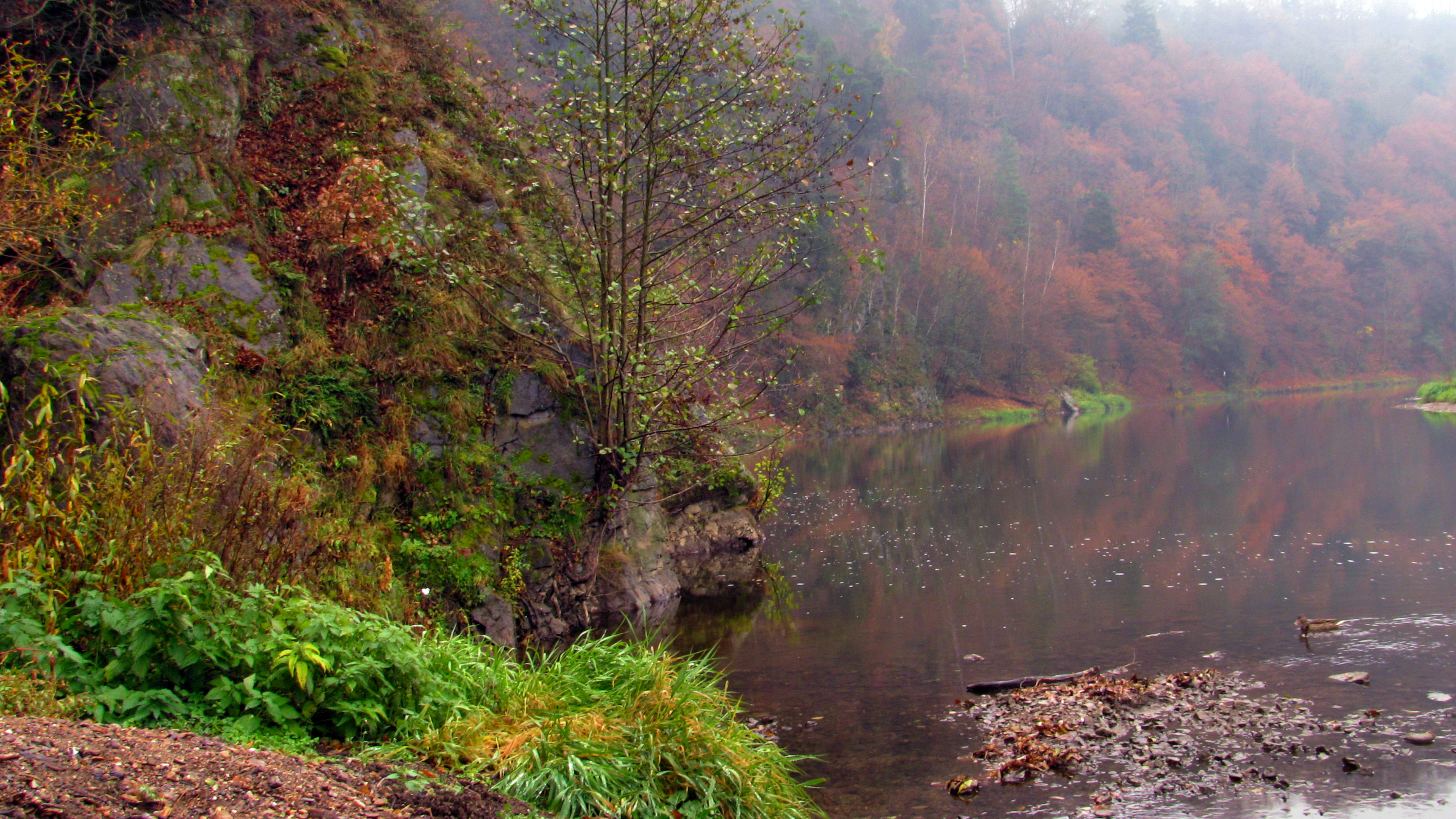
Pohled na řeku Berounku a stráň, na které se rozprostírá lokalita PR U Eremita.

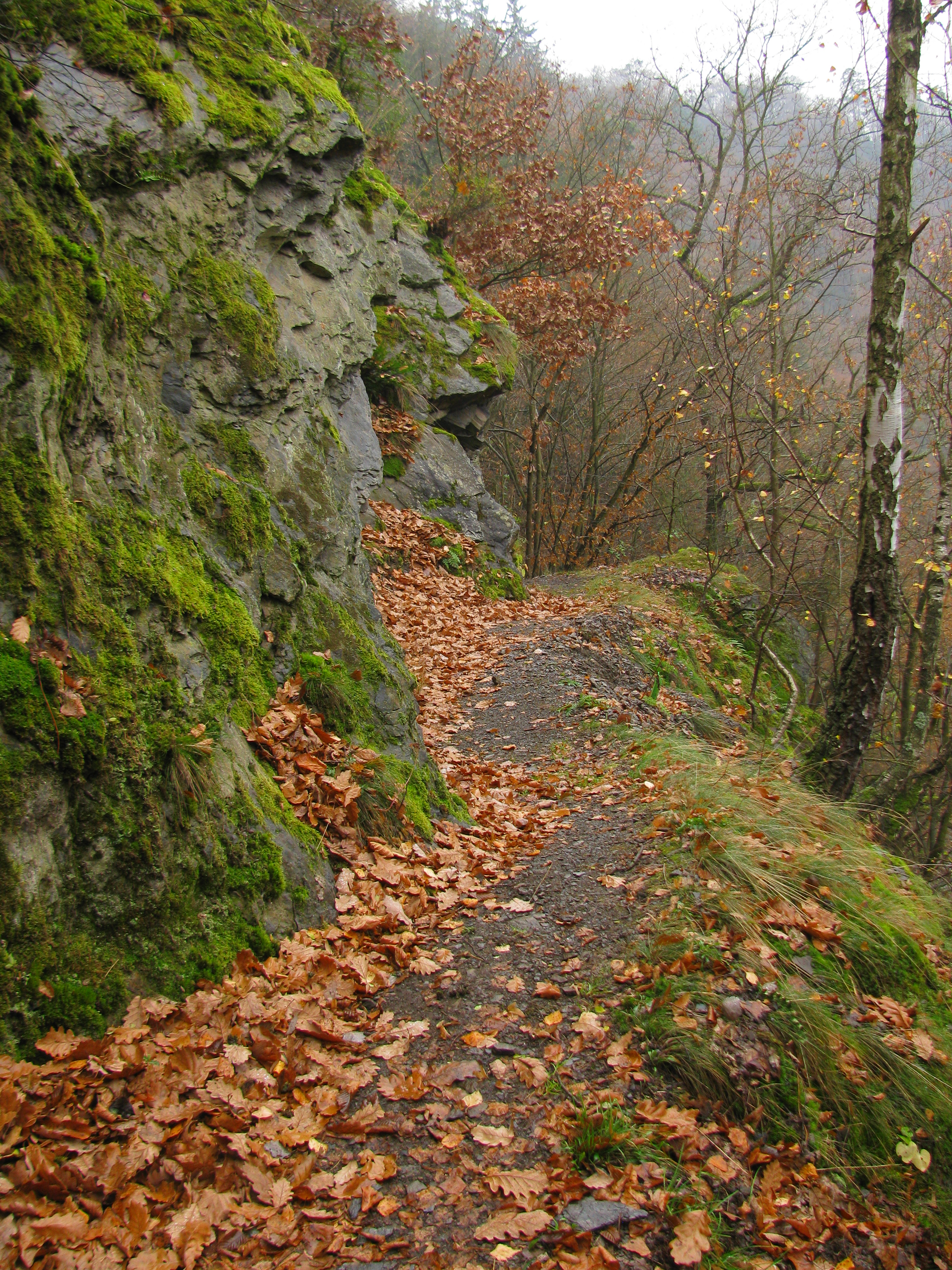
Cesta procházející PR U Eremita, opravená ovšem úzká a mnohde exponovaná.

Území přírodní rezervace U Eremita se nachází na severních zalesněných svazích pravého břehu řeky Berounky mezi obcemi Roztoky a Branov, cca 1 km od obce Roztoky. Rezervace se rozkládá v nadmořské výšce 250 – 330 m n. m. a zaujímá rozlohu 7,8 ha. Lidmi neosídlenou lokalitou vede turistická trasa, která byla po několik let uzavřena a znovu obnovena byla v roce 1999. V rezervaci se nachází pramen Pěnovcového potoka.

## Historie
Původní vegetace byla ovlivněna těžbou lesa a pastvou dobytka, ovšem vzhledem k nepřístupnému terénu nebylo toto hospodářství nikdy příliš intenzivní. V průběhu 19. století byla část lokality uměle zalesněna smrkem a borovicí. Samotná lokalita přírodní rezervace nebyla nikdy osídlena lidmi, ovšem v blízkém okolí se nachází rekreační oblast. Přírodní rezervace byla poprvé vyhlášena Ministerstvem kultury ČSR dne 28. března 1984 s datem účinnosti od 11. října 1984 a následně byla vyhlášena Ministerstvem životního prostředí ČR dne 11. června 1992 s datem účinnosti od 13. srpna 1992.

## Přírodní poměry
Území se nachází v mírně teplé klimatické oblasti (MT11), která je charakteristická mírně teplou zimou a dlouhým, teplým a suchým létem.

### Geologie
Rezervace se rozkládá na proterozoických sedimentech břidlic a drób, které jsou překryty kambrickými andezity. V oblasti pramene je vytvořen pěnovcový splaz.
V lokalitě převažují hnědé půdy s rankerovými ostrůvky. Na pěnovci se vyskytuje ostrůvek rendziny.

### Flora
Rostlinná říše je na lokalitě zastoupena více než 200 druhy cévnatých rostlin, z toho 4 druhy jsou chráněné a pro tuto lokalitu charakteristické: tařice skalní (Aurinia saxatilis), chrpa chlumní (Centaurea triumfettii), měsíčnice vytrvalá (Lunaria rediviva), tis červený (Taxus baccata). Velmi významný je výskyt právě tisu červeného, kde je na této lokalitě zachována nepřerušená přirozená reprodukce tohoto druhu. V lesních porostech ve skalnatém svahu nad Berounkou je dominantní xerotermní vegetace. Na pěnovci je dominantní společenstvo mechorostů, kde se jedná především o výskyt druhů baňatky potoční (Brachythecium rivulare), pobřežnice vápnomilné (Pellia endiviifolia), krasatky přeslenité (Eucladium verticillatum) a Cratoneurum commutatum.'

### Fauna
Z bezobratlých živočichů byl zaznamenán výskyt sekáče plošík větší (Trogulus napaeformis).
Z chráněných druhů živočichů se na lokalitě vyskytuje mlok skvrnitý (Salamandra salamandra) či užovka podplamatá (Natrix tessellata) a několik ptačích druhů jako jsou: skorec vodní (Cinclus cinclus), strakapoud prostřední (Dendrocopos medius). Významným zástupce zde hnízdících ptáků je včelojed lesní (Pernis apivorus). Vyskytují se zde také savci a to občasně jelen (Cervus) či prase divoké (Sus scrofa), častější je však výskyt lišky obecné (Vulpes vulpes) či jezevce (Meles meles).

## Lesnictví
Rezervace představuje ukázku suťového lesa tvořeného habrovými doubravami a javořinami. Původně se zde vyskytoval les reprezentující lipové javořiny s jedlí, která ovšem po roce 1950 téměř vymizela z lokality, nicméně dodnes se zde zachoval výskyt lipových javořin s tisem. Zdejší lesy patří do kategorie zvláštního určení a porosty jsou ponechávány přirozenému vývoji tak, aby se les blížil v co největší míře přírodnímu lesu se schopností přirozené obnovy s velkou měrou různorodosti, tedy je snahou lesníků dosáhnout lesa blížícího se pralesu.

## Ochrana přírody
Území přírodní rezervace U Eremita má na celé své rozloze ochranářský překryv s CHKO Křivoklátsko a s Ptačí oblastí Křivoklátsko. Snahou pracovníku Správy CHKO Křivoklátsko a Lesů České republiky je zachování přirozeného lesa s velkou druhovou rozmanitostí blížícího se pralesu, který je sídlem mnoha rostlinných i živočišných druhů. Potencionálně ohrožujícím faktorem je blízká, hojně navštěvovaná, rekreační oblast. Na lokalitě je od roku 2000 zřízena naučná stezka pro veřejnost.

## Turismus

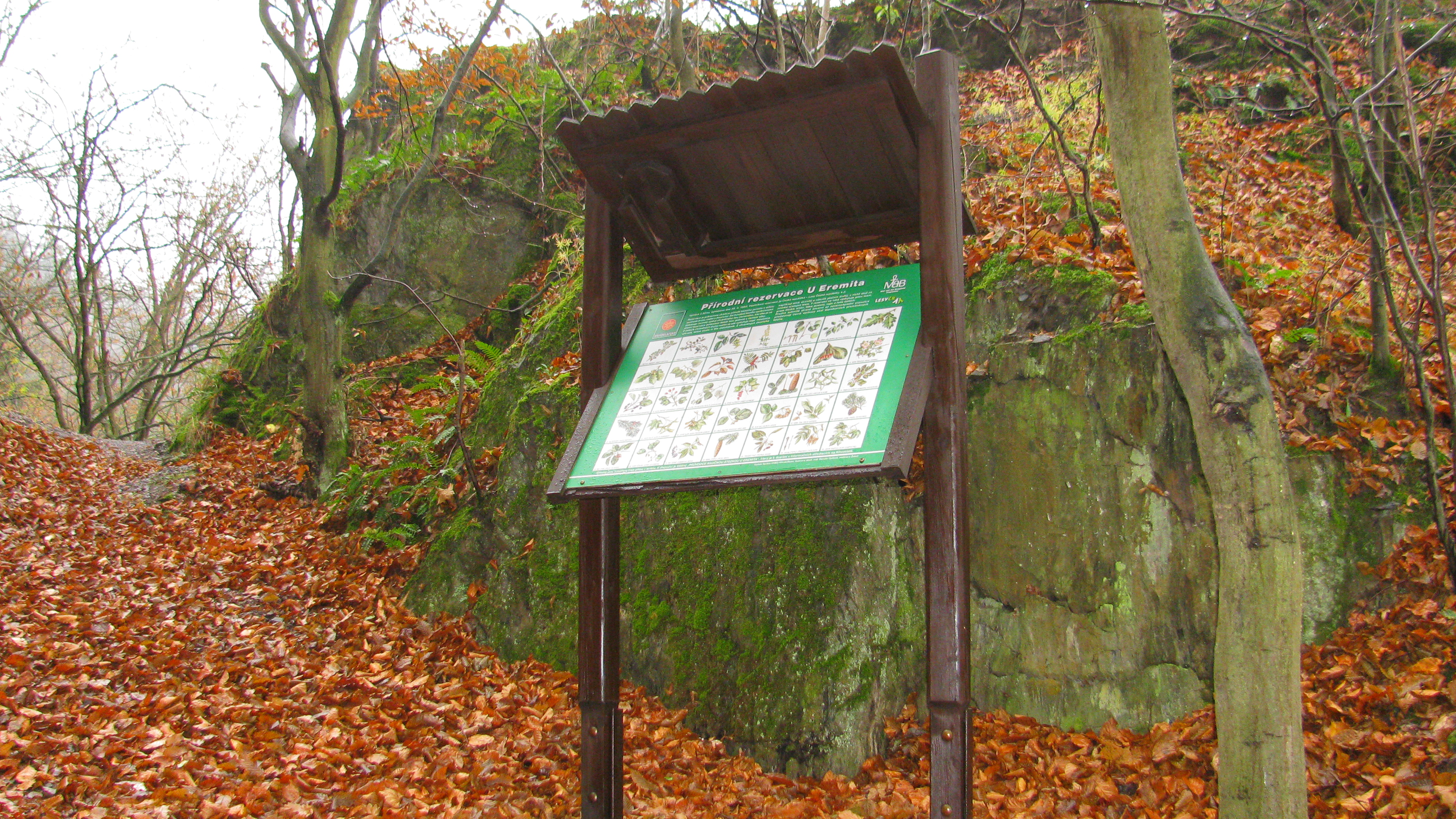
Informační tabule naučné stezky U Eremita na obou koncích trasy.

### Naučná stezka U Eremita
Území PR U Eremita protíná od roku 2000 naučná stezka zřízená Správou CHKO Křivoklátsko, která je věnována dřevinné skladbě této oblasti. Stezka dlouhá cca 1 km obsahuje celkem 3 zastavení vybavená informačním panelem a 35 dřevin označených v terénu. Na obou začátcích trasy jsou informační panely, kde jsou vyobrazeny dřeviny, které jsou následně v terénu označeny čísly. Trasa obsahuje kromě úvodních panelů ještě jeden panel věnovaný pěnovcovému ložisku. Ten se nachází zhruba uprostřed stezky, která je vedena po cestě zrekonstruované v roce 1999. 

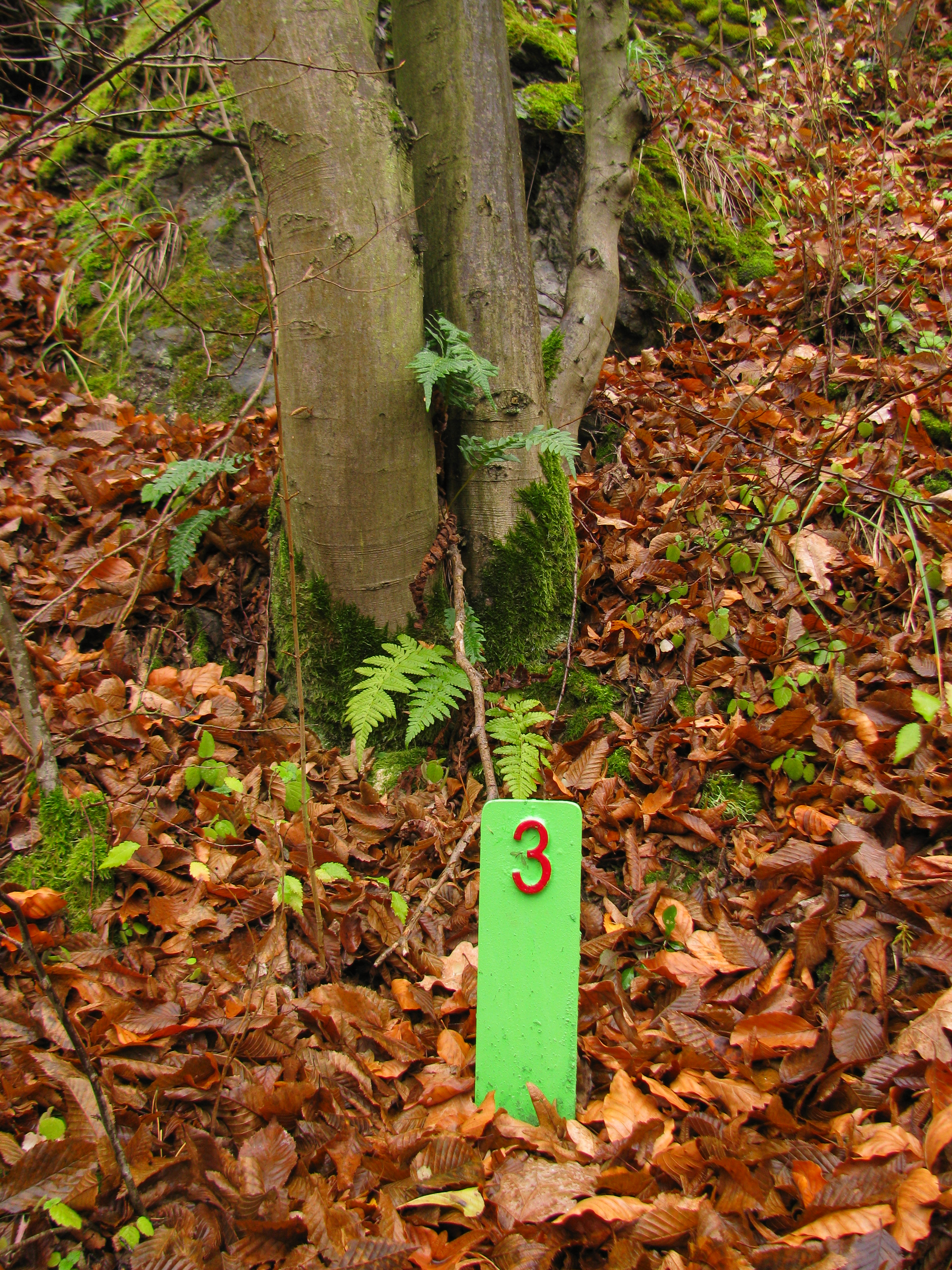
Označení jednotlivých dřevin v rámci NS U Eremita

Stezka je vedena místy v exponovaném terénu nad řekou Berounkou. Po úvodním výstupu (směrem od silnice od Roztok u Křivoklátu) k prvnímu panelu je dále vedena téměř po rovině.

Na naučnou stezku upozorňuje u silnice Roztoky u Křivoklátu – Karlova Ves ukazatel, který nasměruje návštěvníky k prvnímu panelu naučné stezky. K naučné stezce je vydán i tištěný průvodce dostupný v informačních centrech. 

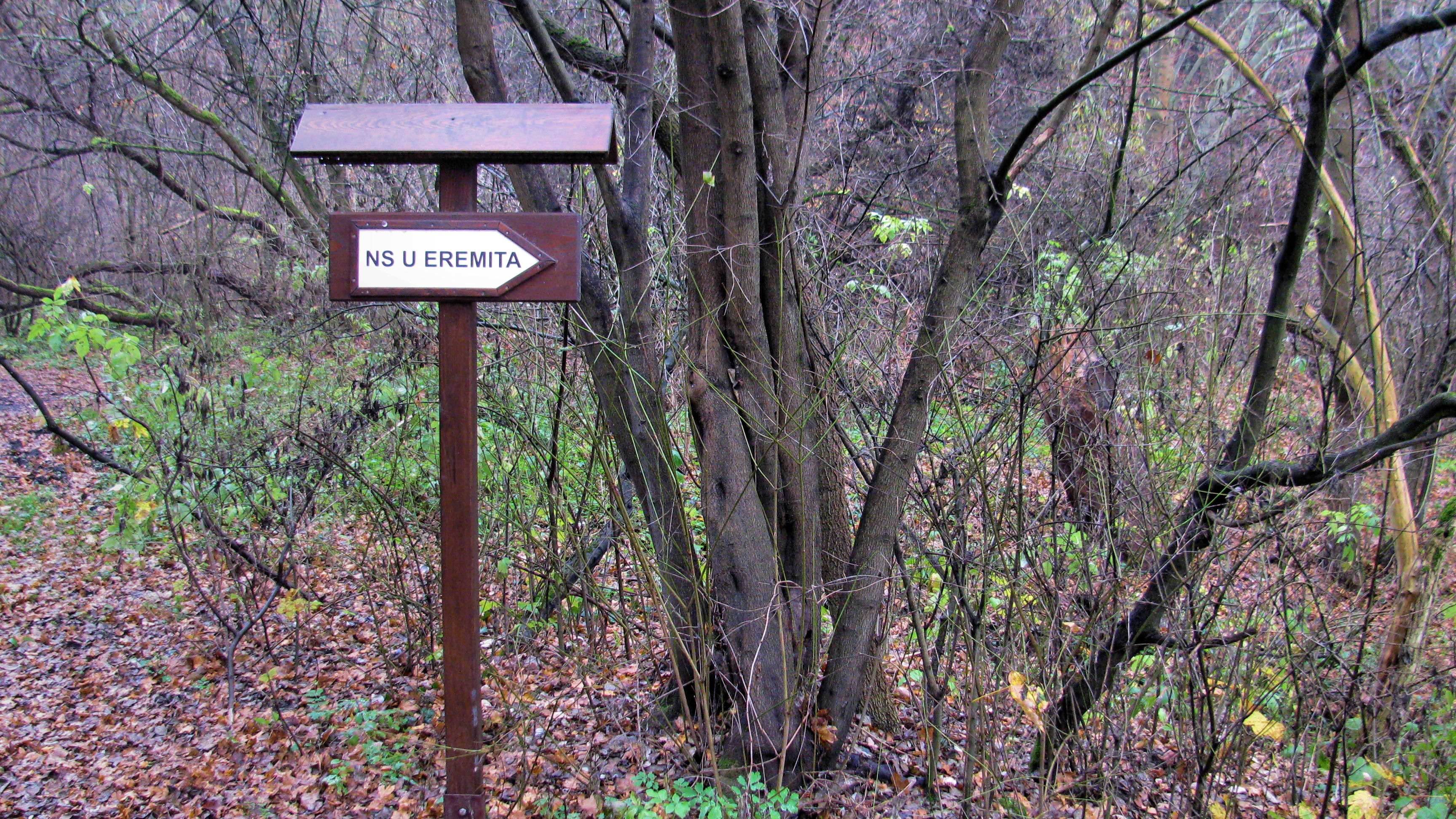
Cedule směřující turisty k NS U Eremita od silnice Roztoky - Karlova Ves

Přehled druhů a přiřazených čísel na naučné stezce U Eremita
1. Srstka angrešt
2. Trnka obecná
3. Habr obecný
4. Čilimníkovec černající
5. Topol osika
6. Bříza bradavičnatá
7. Dub letní
8. Dub zimní
9. Lípa srdčitá
10. Svída krvavá
11. Jeřáb ptačí
12. Jeřáb břek
13. Jeřáb muk
14. Růže šípková
15. Řešetlák počistivý
16. Hloh obecný
17. Lípa velkolistá
18. Rybíz alpinský
19. Jedle bělokorá
20. Jmelí bílé
21. Zimolez pýřitý
22. Tis červený
23. Javor mléč
24. Javor klen
25. Líska obecná
26. Jilm vaz
27. Vrba jíva
28. Borovice lesní
29. Buk lesní
30. Olše lepkavá
31. Bez černý
32. Smrk ztepilý
33. Třešeň ptačí
34. Jasan ztepilý
35. Javor babyka